# Demnia (obwód lwowski)
Demnia (ukr. Демня), 1946–1989 Dymiwka (ukr. Димівка) – wieś na Ukrainie. Należy do rejonu mikołajowskiego w obwodzie lwowskim i liczy 1602 mieszkańców.
We wsi znajduje się kościół pod wezwaniem Matki Boskiej Częstochowskiej, wzniesiony w latach 1912–1914.
W II Rzeczypospolitej do 1934 roku wieś stanowiła samodzielną gminę jednostkową w powiecie żydaczowskim w woj. stanisławowskim. W związku z reformą scaleniową została 1 sierpnia 1934 roku włączona do nowo utworzonej wiejskiej gminy zbiorowej gminy Mikołajów nad Dniestrem w tymże powiecie i województwie. 
W kwietniu 1944 nacjonaliści ukraińscy z OUN-UPA zamordowali tutaj 13 Polaków, grabiąc polskie gospodarstwa.
Po wojnie wieś weszła w struktury administracyjne Związku Radzieckiego.
W Demni urodziła się Stanisława Klimkowska-Bieńkowska, artystka, malarka, sanitariuszka w czasie walk o Lwów w 1918 r.  